# A. R. Rahman
Allah Rakha Rahman (em tâmil:  அல்லா ரக்கா ரஹ்மான் ou apenas A. R. Rahman, Chennai, 6 de janeiro de 1967) é um compositor indiano de trilhas sonoras para cinema, produtor musical, cantor e também filantropo. Vendeu mais de 100 milhões de cópias no mundo todo.
Descrito como um dos mais proeminentes e criativos compositores para filmes pela revista TIME, suas obras são notáveis pela integração da música clássica oriental com sons de música eletrônica, world music e arranjos de orquestra tradicional. Ganhou dois Óscar, dois Grammy Awards, um BAFTA Award, um Golden Globe,  quatro National Film Awards, quatorze Filmfare Awards, onze South Filmfare Awards além de outros inúmeros prêmios. A revista Time se refere a ele como o "Mozart de Madras". Vários fãs lhe deram o apelido de Isai Puyal (em tâmil:   இசைப் புயல்; em português:  Tempestade Musical). Em 2009, a revista Time colocou Rahman na lista das 100 pessoas mais influentes do mundo.
Tendo construído a sua própria casa-estúdio, chamada Panchathan Record Inn em Chennai, indiscutivelmente um dos mais sofisticados estúdios high-tech da Ásia, Rahman inicia sua carreira de compositor para filmes no início de 1990 com o filme Tamil Roja. Trabalhando em vários filmes da indústria cinematográfica indiana, Cinema internacional e teatro, Rahman já vendeu mais de 300 milhões de cópias de suas trilhas sonoras para mais de 100 filmes pelo mundo todo, tornando-o um dos maiores artistas recordistas de vendas de todos os tempos. Em uma notável carreira que dura mais de duas décadas, Rahman recebeu uma consagração especial por ter redefinido a música indiana contemporânea para cinema, contribuindo assim para o sucesso de vários filmes. Rahman é atualmente um dos compositores mais bem pagos da indústria cinematográfica. Ele também se tornou um notável filantropo e humanitário, fazendo doações e levantando verbas para causas benéficas e apoiando instituições de caridade.
Em Setembro de 2011, foi lançado o primeiro álbum da banda SuperHeavy, do qual Rahman é um dos integrantes, juntamente com Mick Jagger, Joss Stone, Damian Marley e Dave Stewart.

## Infância

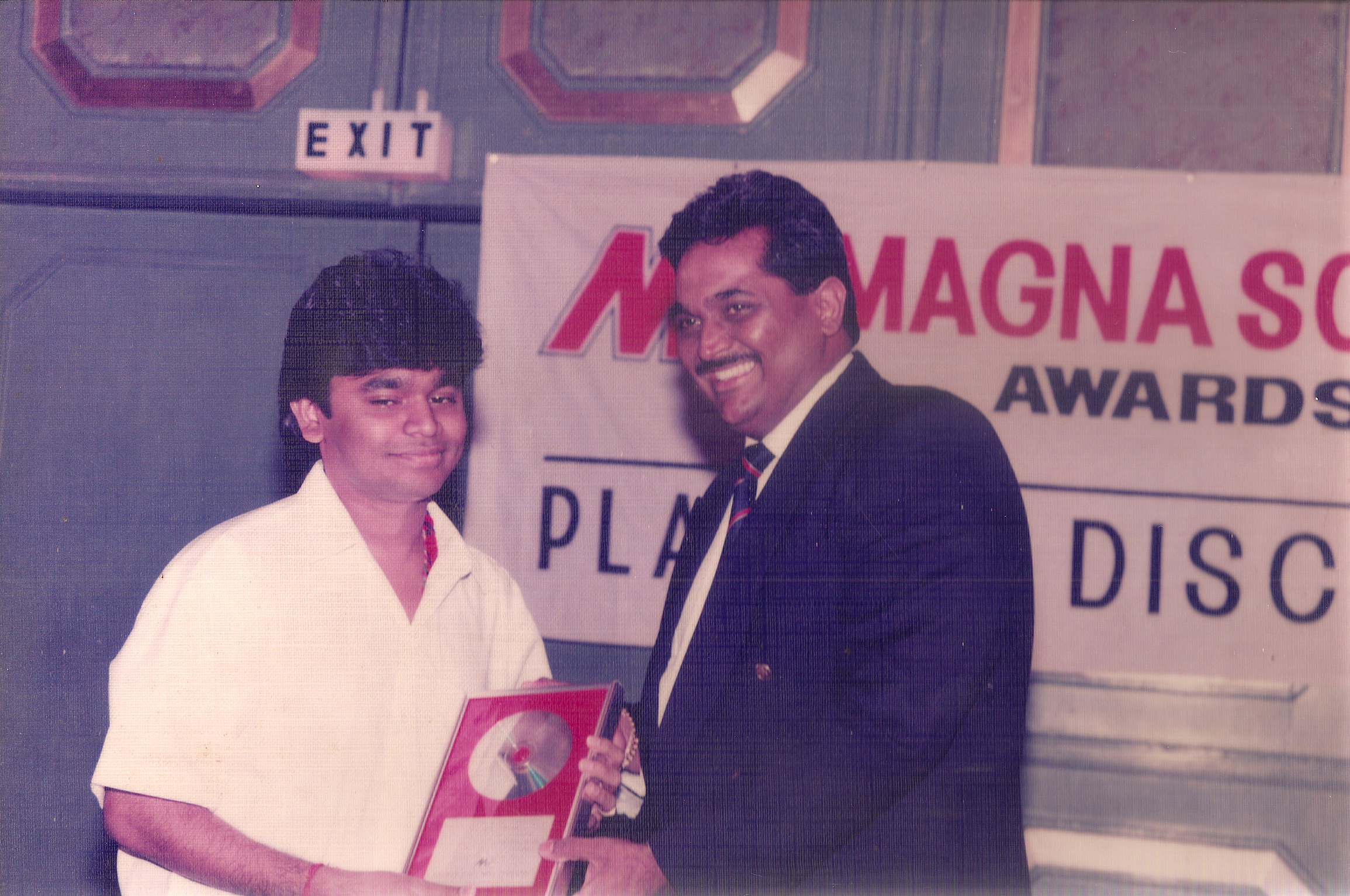
A R Rahman recebendo um Disco de Platina por vendas no prêmio MagnaSound. A gravadora Magnasound lançou sua primeira trilha sonora para o filme Roja em 1992.

A. R. Rahman nasceu em Chennai, Tamil Nadu, Índia em uma musicalmente rica família Tamil Mudaliar. Seu pai, R. K. Shekhar, foi um compositor de músicas para cinema e maestro para filmes em língua malaiala. Rahman costumava ajudar seu pai durante as gravações e tocar teclado nas músicas. Rahman perdeu seu pai aos 9 anos de idade e sua família teve que alugar os equipamentos musicais de seu pai para ter uma fonte de renda. Rahman foi criado por sua mãe, Karima Begum (nascida como Kasturi Shekhar). Durante estes anos de formação, Rahman atuou como tecladista e arranjador em bandas como "Roots", com o amigo de infância e percussionista Sivamani, John Anthony, Suresh Peters, JoJo e Raja. Rahman é o criador do grupo de rock "Nemesis Avenue", de Chennai. Ele domina vários instrumentos musicais, como teclado, piano, sintetizador, harmônio e guitarra. Sua curiosidade particular em Sintetizadores aumentou porque, segundo ele, era uma "combinação ideal entre música e tecnologia".
Ele começou cedo seus estudos de música com o mestre Dhanraj. A partir dos 11 anos de idade, começou a tocar instrumentos musicais na orquestra do compositor de Língua malaiala e amigo íntimo do pai de Rahman, M.K.Arjunan. Logo ele começou a trabalhar com outros compositores, como M. S. Viswanathan, Ilaiyaraaja, Ramesh Naidu, Raj-Koti e também acompanhando Zakir Hussain, Kunnakudi Vaidyanathan e L. Shankar em turnês mundiais e obteve bolsas de estudo em Trinity College, London, conselhor do Trinity College of Music. Estudando em Chennai, diplomou-se em música clássica ocidental, através da faculdade. Foi introduzido ao Qadiri, Islamismo, quando sua irmã mais nova caiu gravemente doente em 1984. Posteriormente, Rahman junto com outros membros de sua família, converteu-se ao Islamismo em 1989, quando ele tinha 23 anos. Ele mudou seu nome de A. S. Dileep Kumar para A. R. Rahman (Allah Rakha Rahman).